# Алашан
Алашан (кирг. Алашан) — село в Ноокатском районе Ошской области Кыргызстана. Входит в состав Кызыл-Октябрьского айылного аймака.

## География
Село расположено в западной части области, на расстоянии приблизительно 20 километров (по прямой) к западо-северо-западу от города Ноокат, административного центра района. Абсолютная высота — 1256 метров над уровнем моря.

## Население
Согласно оценочным данным Национального статистического комитета Кыргызской Республики, численность населения села на начало 2023 года составляла 3401 человек.
| год     | 2009 | 2014 | 2015 | 2020 | 2021 | 2023 |
| ------- | ---- | ---- | ---- | ---- | ---- | ---- |
| человек | 2468 | 2672 | 2709 | 3075 | 3260 | 3401 |